# Ministerio de Minería y Metalurgia
El Ministerio de Minería y Metalurgia es un ministerio de Bolivia como instancia rectora para la actividad minera y metalúrgica. El actual ministro es Marcelino Quispe López. Tiene tres viceministerios: Viceministerio de Desarrollo Productivo Minero Metalúrgico, Viceministerio de Política Minera Regulación y fiscalización y Viceministerio de Cooperativas Mineras.

## Ministros
Desde 2003 hasta 2020, los ministros de minería y metalurgia que por más tiempo lograron permanecer en el cargo de manera continua fueron los siguientes: César Navarro (con 5 años y 7 meses), Luis Alberto Echazú (con 2 años y 9 meses) y Mario Virreira (con 2 años y 2 meses).
| Ministro/a de Minería y Metalurgia     | Posesionado/a por el Presidente/a | Periodo como Ministro                        | Duración en el Cargo      | Referencias |
| -------------------------------------- | --------------------------------- | -------------------------------------------- | ------------------------- | ----------- |
| Álvaro Ríos Roca                       | Carlos Mesa Gisbert               | 21 de octubre de 2003 - 13 de abril de 2004  | 5 meses y 23 días         |             |
| Xavier Nogales Iturri                  | Carlos Mesa Gisbert               | 13 de abril de 2004 - 3 de febrero de 2005   | 9 meses y 20 días         |             |
| Jorge Espinoza Morales                 | Carlos Mesa Gisbert               | 3 de febrero de 2005 - 9 de junio de 2005    | 4 meses y 6 días          |             |
| Dionisio Garzón Martínez               | Eduardo Rodríguez Veltzé          | 14 de junio de 2005 - 23 de enero de 2006    | 7 meses y 9 días          |             |
| Walter Villarroel Morochi              | Evo Morales Ayma                  | 23 de enero de 2006 - 6 de octubre de 2006   | 8 meses y 14 días         |             |
| Guillermo Dalence Salinas              | Evo Morales Ayma                  | 6 de octubre de 2006 - 28 de marzo de 2007   | 5 meses y 22 días         |             |
| Luis Alberto Echazú Alvarado (1950-)   | Evo Morales Ayma                  | 28 de marzo de 2007 - 23 de enero de 2010    | 2 años, 9 meses y 26 días |             |
| Milton Gómez Mamani (1948-2022)        | Evo Morales Ayma                  | 23 de enero de 2010 - 28 de enero de 2010    | 5 días                    |             |
| José Antonio Pimentel Castillo (1949-) | Evo Morales Ayma                  | 28 de enero de 2010 - 23 de enero de 2012    | 1 año, 11 meses y 26 días | [ 1 ]       |
| Mario Virreira Iporre (1949-)          | Evo Morales Ayma                  | 23 de enero de 2012 - 8 de abril de 2014     | 2 años, 2 meses y 16 días |             |
| Félix César Navarro Miranda (1967-)    | Evo Morales Ayma                  | 8 de abril de 2014 - 10 de noviembre de 2019 | 5 años, 7 meses y 2 días  |             |
| Carlos Fernando Huallpa Sunaga (1976-) | Jeanine Áñez Chávez               | 18 de noviembre de 2019 - 8 de mayo de 2020  | 5 meses y 20 días         |             |
| Fernando Iván Vásquez Arnez (1962-)    | Jeanine Áñez Chávez               | 8 de mayo de 2020 - 30 de mayo de 2020       | 22 días                   |             |
| Jorge Fernando Oropeza Terán (1961-)   | Jeanine Áñez Chávez               | 12 de junio de 2021 - 9 de noviembre de 2020 | 4 meses y 27 días         |             |
| Ramiro Félix Villavicencio (1958-)     | Luis Arce Catacora                | 9 de noviembre de 2020 -actualidad de 2022}  | 1 año, 2 meses y 20 días} |             |